# Google News Archive
O Google News Archive é uma extensão do Google News, fornecendo acesso livre aos arquivos digitalizados de jornais e ligações a outros arquivos digitalizados de jornais na web, ambos gratuitos e pagos. Foi lançado em 6 de junho de 2006.
Alguns dos arquivos têm mais de 200 anos. Existe uma visão em modo linear de tempo, possibilitando selecionar notícias de vários anos.
Em maio de 2011, o Google anunciou que não mais adicionaria conteúdo ao projeto de arquivos e, em 14 de agosto do mesmo ano, sem qualquer aviso prévio, interrompeu o acesso à página de pesquisa, aparentemente integrando o serviço de busca ao Google News.